# Wąbrzeźno
Wąbrzeźno  (polsk udtale: [vɔmˈbʐɛʑnɔ]; tysk: Briesen) er en by i det nordlige Polen i voivodskabet Kujawsko-pomorskie og har 13.317(2021) indbyggere, og et areal på 	8,53 km². Den er administrationsby i powiat Wąbrzeźno, og ligger omkring 35 km nordøst for Toruń

## Historie
Sammen med Kulmerland var området en del af middelalderens Polen, siden dets oprettelse i det 10. århundrede. Arkæologer har opdaget skatte, hovedsagelig fra det 11. århundrede, som bekræfter middelalderhandel med naboregionerne Kujavia og Preussen.
I begyndelsen af det 14. århundrede begyndte en revitalisering af kirken og byen, ledet af den daværende biskop af Chełmno, Herman von Prizna. En mur blev også bygget rundt om byen for at fremme dens beskyttelse, og et slot blev bygget i byens nordvestlige hjørne. Men byen, muren, de omkringliggende landsbyer og slottet blev alle fuldstændig ødelagt i Trettenårskrigen (1454–66) mellem de germanske riddere og polakkerne. Bagefter blev alle disse genopbygget, og slottet ved Wambresia fungerede som biskoppernes officielle residens indtil 1773. Byen sluttede sig til det preussiske forbund, som modsatte sig teutonisk styre, og efter anmodning fra hvilken kong Kasimir 4. Jagiellon af Polen genindarbejdede territoriet til Kongeriget Polen i 1454. I maj 1454 lovede byen troskab til den polske konge i Toruń.